# Kvaløya (Bømlo)
Pour les articles homonymes, voir Kvaløya.
Kvaløya est une île norvégienne du comté de Hordaland appartenant administrativement à Bømlo.

## Description
Rocheuse et désertique, elle s'étend sur environ 506 m de longueur pour une largeur approximative de 277 m.  